# Moselradweg

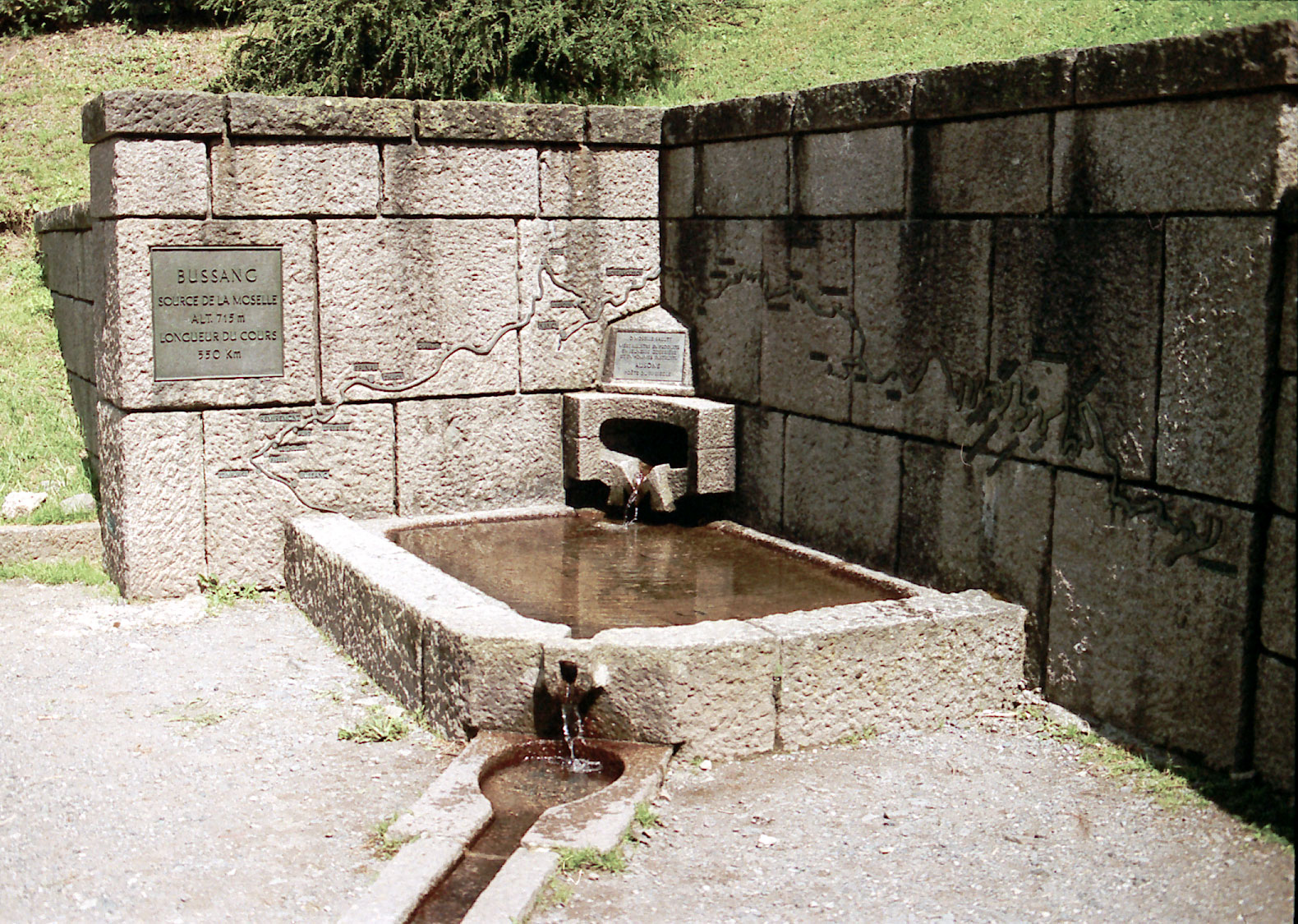
Bron van de Moezel.

De Moselradweg of Moezelfietsweg is een lange-afstandsfietsroute langs de Moezel. De fietsweg vertrekt in Metz in Frankrijk en loopt tot aan Deutsches Eck in Koblenz in Duitsland, waar de Moezel in de Rijn uitmondt. De fietsweg is 311 km lang en maakt deel uit van de internationale lange-afstandfietsroute Euro Velo Moselle. 
Tussen Remich en Schengen loopt de route een klein deel parallel met de EuroVelo EV5 Via Romea Francigena. 
In Schengen kan worden aangesloten op de PC3 Drei Rivieren-Radweg welke parallel meeloopt tot Wasserbillig en vanaf daar parallal meeloopt met de PC16 Sauer-Radweg naar Luxemburg. In Schengen kan ook worden aangesloten op de PC6 Drei Länder-Radweg. In Remich kan worden aangesloten op de PC11 Charly Gaul en in Mertert kan worden aangesloten op de PC4 Syre-Radweg.
In Konz is er een aansluiting op de Saar-Radweg welke de Saar volgt. Iets voorbij Trier in de voorstad Ehrang sluit de Kylltalradweg aan welke de Kyll volgt. In Neumagen-Dhron kan worden aangesloten op de Radroute Nahe-Hunsrück-Mosel die weer aansluit op de Naheradweg. Ter hoogte van Bernkastel sluit de fietsroute aan op de Maare-Moselradweg, die van hieruit naar de Maren bij Daun in de Vulkaaneifel gaat. Bij Bullay sluit de Vulkan-Rad-Route-Eifel aan naar Dümpelfeld. 
In eindpunt Koblenz sluit de route aan op de EuroVelo EV4 Midden-Europaroute en de EuroVelo EV15 Rijnroute. In Lahnstein net ten zuiden van Koblenz kan worden aangesloten op de Lahnradweg.
Tussen Konz en Koblenz is de route onderdeel van de landelijke route D5 Saar-Moezel-Main.

## Traject
- Metz - Thionville (34 km)
- Thionville - Schengen - Remich (38 km)
- Remich - Konz - Trier (42 km)
- Trier - Ehrang - Schweich - Leiwen - Trittenheim (40 km)
- Trittenheim - Neumagen-Dhron - Bernkastel-Kues - Zeltingen (36 km)
- Zeltingen - Kröv - Traben-Trarbach - Zell (35 km)
- Zell - Bullay - Bremm - Cochem - Treis-Karden (48 km)
- Treis-Karden - Hatzenport - Kobern-Gondorf - Winningen - Koblenz (38 km)

## Aansluitingen met Europese routes
- Tussen Schengen en Remich loopt de route parallel met de EuroVelo EV5 Via Romea Francigena.
- In Koblenz sluit de route aan op de EuroVelo EV4 Midden-Europaroute en de EuroVelo EV15 Rijnroute.

## Aansluitingen met andere fietsroutes
- In Schengen kan worden aangesloten op de PC6 Drei Länder-Radweg.
- Tussen Schengen en Wasserbillig loopt de route parallel met de PC3 Drei Rivieren-Radweg.
- In Remich kan worden aangesloten op de PC11 Charly Gaul.
- In Mertert kan worden aangesloten op de PC4 Syre-Radweg.
- In Wasserbillig kan worden aangesloten op de PC16 Sauer-Radweg.
- In Konz kan worden aangesloten op de Saar-Radweg.
- In Ehrang kan worden aangesloten op de Kylltalradweg.
- In Neumagen-Dhron kan worden aangesloten op de Radroute Nahe-Hunsrück-Mosel. Deze route sluit in Fischbach aan op de Naheradweg.
- In Bernkastel-Kues kan worden aangesloten op de Maare-Moselradweg.
- In Bullay kan worden aangesloten op de Vulkan-Rad-Route-Eifel.
- Net ten zuiden van Koblenz in Lahnstein kan worden aangesloten op de Lahnradweg.
- Tussen Konz en Koblenz is de route onderdeel van de landelijke route D5 - Saar-Moezel-Main.

## Galerij

Bij Rettel in Frankrijk
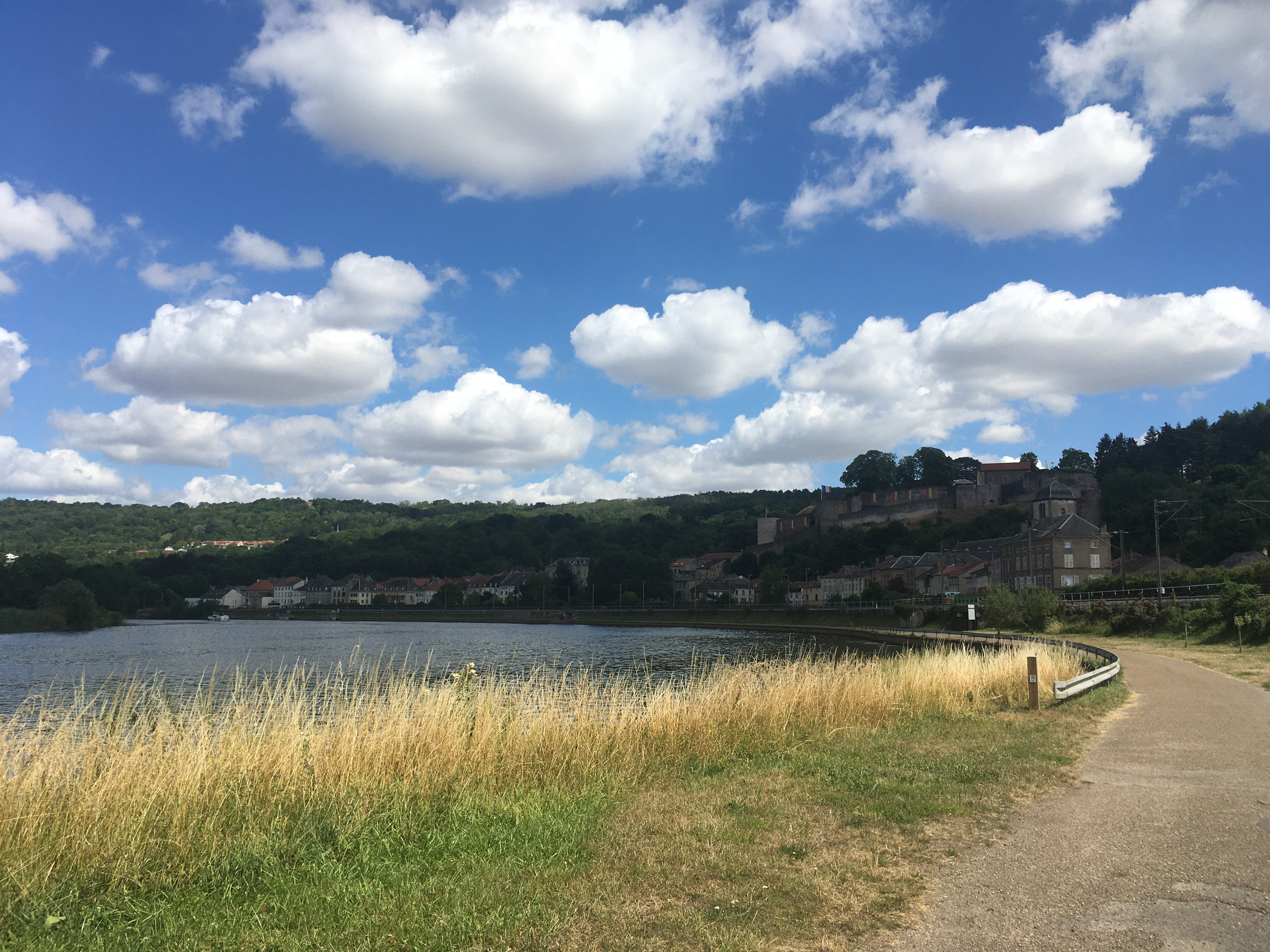
Bij Sierck-les-Bains
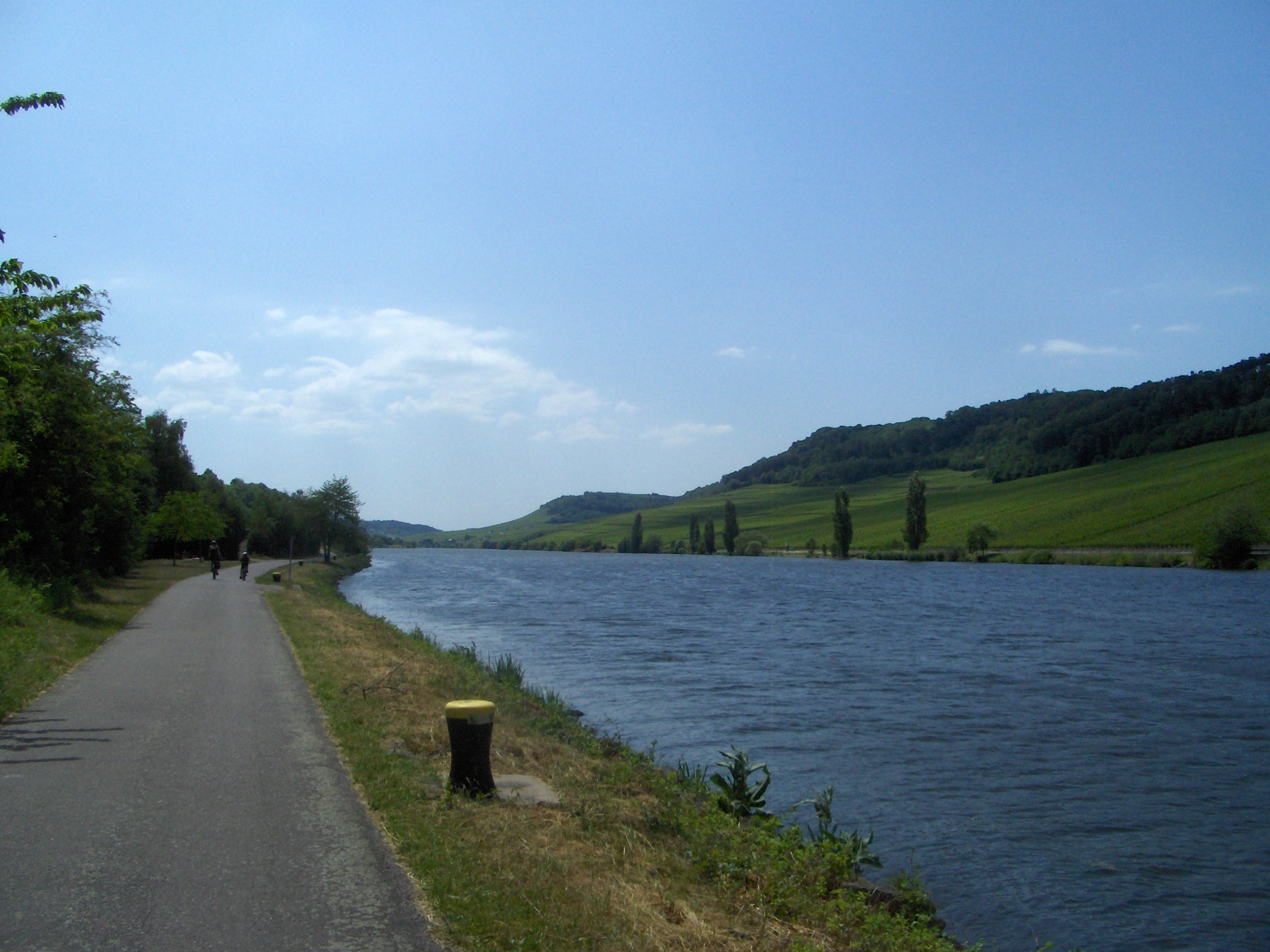
Bij Nittel in Duitsland
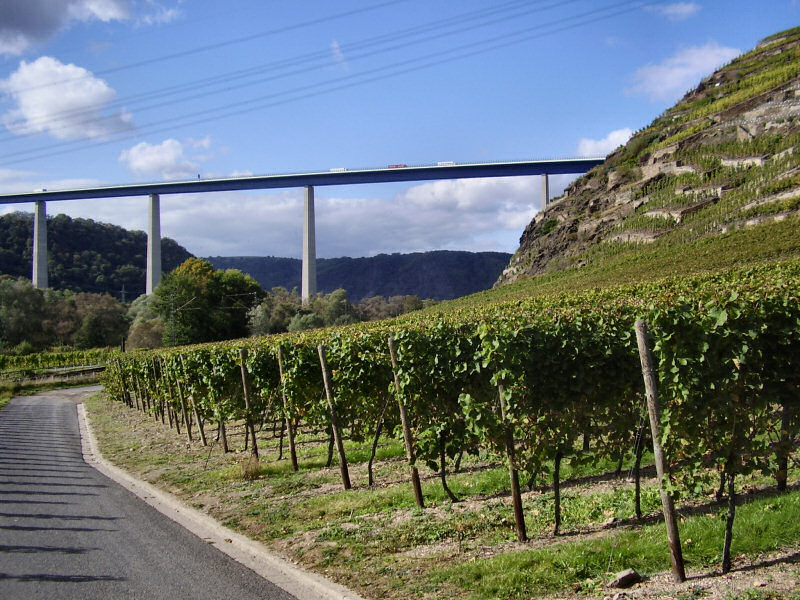
Viaduct en wijngaarden